# Курокава Юджі
Курока́ва Ю́джі (яп. 黒川祐次, くろかわゆうじ, МФА: [kuɾokawa juːd͡ʑi]; 1944, Айті, Японська імперія) — японський дипломат. Надзвичайний і Повноважний Посол Японії.

## Біографія
Народився в 1944 році в префектурі Айті.
У 1976 закінчив Токійський університет, факультет міжнародних відносин. Почесний професор.
З 1977 по 1981 — 1-й секретар посольства Японії в Пакистані.
З 1981 по 1983 — заступник директора відділу Управління Південно-Західної Азії МЗС Японії в Токіо.
З 1983 по 1986 — директор відділу технічного співробітництва Управління економічного співробітництва МЗС Японії.
З 1986 по 1989 — радник посольства Японії у Швейцарії та Таїланді.
З 1994 по 1996 — генеральний консул у Монреалі.
З 21 жовтня 1996 року до 28 травня 1999 року — Надзвичайний і Повноважний Посол Японії в Україні. Перебував на посаді в Україні з 29 листопада 1996 року до 26 червня 1999 року. Докладав зусиль для популяризації України в Японії. Автор книги з історії України японською мовою.
Генеральний директор управління закордонних справ палати представників японського парламенту.